# Franz Xaver Zippe
Franz Xaver Maximilian Zippe (František Xaver Zippe), né le 15 janvier 1791 à Nieder Falkenau (aujourd'hui Kytlice), et mort le 22 février 1863 à Vienne, est un philosophe naturel, scientifique et minéralogiste bohème.

## Biographie
Après des études secondaires à Dresde, Zippe étudie la philosophie à l'Université de Prague de 1807 à 1809. Alors qu'il est encore étudiant, il assiste aux cours du chimiste Karl August Neumann (1771-1866) et de Josef Johann Steinmann (1779-1833), professeur de chimie générale à l'école Polytechnique de l'Académie de Prague. Zippe développe une relation étroite avec le Dr Steinmann. À partir de 1819 Zippe enseigne la minéralogie, d'abord comme un auxiliaire, et à partir de 1822 comme un professeur assistant à l'École polytechnique. En 1835, il devient professeur titulaire.
Zippe est un proche collaborateur du comte Kaspar Maria von Sternberg, fondateur du Musée de Prague du Royaume de Bohême (prédécesseur du Musée National de Prague). Zippe, connu dans sa jeunesse pour sa passion pour la collection, est l'un des premiers conservateurs de l'Institut. À partir de mars 1819, il décrit et catalogue la collection et y ajoute ses propres modèles en cristal qu'il réalise lui-même.
En novembre 1824, Zippe est nommé responsable du département de minéralogie du musée, poste qu'il occupe jusqu'en 1842. Durant cette période, il enrichit le musée avec de nombreux spécimens de minéraux provenant de ses fréquents voyages de collection qui comprennent des sites miniers dans les montagnes du Riesengebirge (Krkonoše), Isergebirge (Jizera) et Altvatergebirge (Hrubý de Jesenik). À partir de 1833, il travaille avec Johann Gottfried Sommer surTopographie de la Bohême en 16 volumes.
En 1846, Zippe devient membre correspondant de l'Académie Bavaroise des Sciences. En 1847, il devient l'un des premiers membres de l'Académie Impériale des Sciences de Vienne. Du 31 août 1849 au 1er octobre 1850, il est directeur de l'école des Mines à Pribram. À partir de l'automne 1850, il enseigne la minéralogie à l'Université de Vienne.
Le minéral d'uranium Zippeite, découvert pour la première fois à Saint-Joachimsthal (Jáchymov), est nommé en son honneur